# José Ramón Pascual Monzó
José Ramón Pascual Monzó (València, 1952) és un polític valencià, diputat al Congrés dels Diputats en la IV, V i VI legislatures.

## Biografia
Ha treballat com a enginyer tècnic agrícola, ha estat president de la Federació de Joves Agricultors al País Valencià i representant dels Joves Agricultors d'Espanya a la CEE el 1980-1981. Militant del Partit Popular, fou elegit diputat per la província de València a les eleccions generals espanyoles de 1989, 1993 i 1996. Ha estat vocal de la Comissió d'Agricultura, Ramaderia i Pesca del Congrés dels Diputats.
Entre altres càrrecs, ha estat membre del Comitè Consultiu de l'Arròs de la CEE el 1986-1989 i del Comitè Executiu de l'Associació Valenciana d'Agricultura (AVA), director general d'Administració Territorial del Govern Valencià el 2001. Des del 2004 és membre de la Confederació de Cooperatives del País Valencià. El 2007 fou nomenat Director General de Comercialització de la Conselleria d'Agricultura, Pesca i Alimentació del Govern Valencià.